# Джхарсугуда (округ)
Джхарсугуда (ория ଝାରସୁଗୁଡା ଜିଲ୍ଲା; англ. Jharsuguda) — округ в индийском штате Орисса. Образован 1 апреля 1994 года из части территории округа Самбалпур. Административный центр — город Джхарсугуда. Площадь округа — 2081 км². По данным всеиндийской переписи 2001 года население округа составляло 509 716 человек. Уровень грамотности взрослого населения составлял 70,7 %, что выше среднеиндийского уровня (59,5 %). Доля городского населения составляла 36,5 %.